# Karakoš
Karakoš nebo Bachdída, arabsky al-Hamdaníja je asyrské město v severním Iráku v guvernorátu Ninive.
Město se nachází na úrodné půdě 32 kilometrů severovýchodně od Mosulu a 60 kilometrů západně od Arbílu poblíž starověkých měst Nimrud a Ninive. S Mosulem je spojeno dvěma silnicemi. První vede přes města Bartella a Karamleš a spojuje město také s Arbílem. Druhá vystavěná v 90. letech vede přímo do Mosulu.
98 % obyvatel byli křesťané, členové syrské katolické nebo pravoslavné církve. Když 6. srpna 2014 Islámský stát obsadil město, uprchli jeho obyvatelé do Iráckého Kurdistánu. Město bylo pod kontrolou islamistů do října 2016, kdy bylo osvobozeno iráckou armádou.